# Alfred Steiner
Alfred Paul Steiner (geb. 23. April 1930 in Hürbel; gest. 30. Januar 2021 in Ottobeuren) war ein deutscher Pädagoge und Politiker (SPD).

## Leben
Alfred Steiner wurde als Sohn eines Lehrers geboren. Nach dem Abitur studierte er Deutsch, Geschichte und Französisch. Er bestand die Prüfung für das Lehramt an Höheren Schulen und war später als Lehrer am Hans-Multscher-Gymnasium in Leutkirch im Allgäu tätig, zuletzt als Studiendirektor.
Steiner trat in die SPD ein und war Mitglied des Gemeinderates in Leutkirch und Kreisrat im Landkreis Ravensburg. Dem Landtag von Baden-Württemberg gehörte er vom 17. September 1974, als er für den ausgeschiedenen Abgeordneten Oscar Pauli nachrückte, bis 1976 an. Im Parlament vertrat er ein Zweitmandat des Wahlkreises Wangen.
Alfred Steiner war verheiratet und hatte vier Kinder.